# Волноломный
Волноло́мный о́стров — небольшой остров в море Лаптевых, часть островов Петра, территориально относится к Красноярскому краю.
Расположен около юго-восточного побережья острова Северный, отделённого Омулёвой бухтой. Остров имеет вытянутую форму с севера на юг. Представляет собой узкую песчаную косу. С запада и севера окружён отмелями.
Открыт В. В. Прончищевым в 1736 году.